# Parafianka
Parafianka – wieś w Polsce położona w województwie lubelskim, w powiecie puławskim, w gminie Żyrzyn.
W latach 1975–1998 miejscowość należała administracyjnie do ówczesnego województwa lubelskiego.
Wieś stanowi sołectwo gminy Żyrzyn. Według Narodowego Spisu Powszechnego z roku 2011 wieś liczyła 221 mieszkańców.

## Położenie
Miejscowość położona jest w północnej części gminy na krawędzi doliny rzeki Wieprz, przy drodze krajowej 17 (E372). Graniczy ze strony wschodniej z gruntami wsi Skrudki, ze strony północnej z gruntami wsi Jaworów i terenem leśnym Nadleśnictwa Państwowego Puławy, ze strony zachodniej z gruntami wsi Cezaryn, ze strony północnej z gruntami wsi Strzyżowice i rzeką Wieprz.

## Historia
Wieś jako Parachwiana Wola powstała w pierwszej połowie XVII wieku. Jej nazwa wiązała się z tym, że należała do duchowieństwa i wchodziła w skład parafii Gołąb. Rejestr poborowy województwa lubelskiego z 1626 roku wymienił Parachwianą Wolę jako wieś szlachecko-duchowną, ponieważ jezuici i miejscowi szlachcice mieli udział własnościowy w jej połłankach.
W 1675 roku wieś jako Parafianka została włączona do parafii Żyrzyn w dobrach Żyrzyn. Od 1810 roku pod względem administracyjnym należała do gminy Żyrzyn. W 1827 roku miejscowość posiadała obszar 21 osad 395 mórg ziemi, na osadę składało się 19 domów i 167 mieszkańców.
W 1939 roku w Parafiance wybudowano plebanię, gdzie w latach 1940-1942 odprawiali ks. Władysław Krawczyk – proboszcz parafii Gołąb i wikariusze – ks. Józef Pajurek i ks. Stanisław Sawicki sprawowali liturgię. W 1941 roku rozpoczęto prace nad wzniesieniem drewnianego kościoła, który ukończono rok później. Udział w powstaniu parafii w Parafiance brał ks. proboszcz parafii Gołąb – Władysław Krawczyk. Parafia rzymskokatolicka w Parafiance została erygowana z dnia 21 stycznia 1943 roku dekretem ks. Biskupa Mariana Leona Fulmana, ordynariusza diecezji lubelskiej. Na obszarze nowej parafii znalazły się Cezaryn, Kośmin i Strzyżowice, leżące przedtem w parafii Gołąb, oraz Parafiankę, Wilczankę, Skrudki, Jaworów, kol. Porębę i dwór Zagórki, które przedtem leżały w parafii Żyrzyn. Inicjatywa wzniesienia kościoła murowanego wyszła w latach osiemdziesiątych od księdza proboszcza Henryka Józefko. Prace nad nim zakończono w 1994 roku.